# Joszó va uszo jo
A Joszó va uszo jo (予想は嘘よ, ’Az előrejelzés hazugság’) az Uszo to Chameleon japán rockegyüttes bemutatkozó középlemeze, mely 2017. szeptember 6-án jelent meg a Heart Lead Records független lemezkiadó gondozásában. Az album összes dalának szövegét Cham írta, míg az összes zenéjét Vatanabe Szószuke komponálta, aki egyben a lemez producere is volt. Az albumról a Szaredo kidzsucusi va szai vo furu és a N-si ni cuite című dalok kaptak videóklipet, mindkettőt Cuboi Takahiro rendezte.
A kiadvány a huszonötödik helyen mutatkozott be Oricon heti eladási listáján.

## Számlista
Az összes dalszöveg szerzője Cham; az összes szám szerzője Vatanabe Szószuke.
| 1. | Szaredo kidzsucusi va szai vo furu (されど奇術師は賽を振る; „Ennek ellenére a bűvészek rázzák a kockákat”) | Vatanabe Szószuke |  |
| 2. | N-si ni cuite (N氏について; „„N” úrról”)                                                                   | Vatanabe Szószuke |  |
| 3. | Ovari no hate no hanasi (終わりの果てのはなし; „Az utolsó beszéd vége”)                                    | Vatanabe Szószuke |  |
| 4. | Lapis | Vatanabe Szószuke |  |
| 5. | Jamikuro (ヤミクロ; „Gyanús feketeség”)                                                                    | Vatanabe Szószuke |  |
| 6. | Tejo hana gu joru (輝夜華ぐ夜; „Az éj ragyogó virága”)                                                     | Vatanabe Szószuke |  |
| 7. | Banka no sidzsin (盤下の詩人)                                                                              | Uszo to Chameleon |  |